# Antonio Canova
Antonio Canova (ur. 1 listopada 1757 w Possagno, zm. 13 października 1822 w Wenecji) – rzeźbiarz, malarz i architekt włoski, jeden z czołowych przedstawicieli klasycyzmu w rzeźbie.

## Życiorys
Urodził się w Possagno, we włoskiej prowincji Treviso, w rodzinie kamieniarzy, dzięki czemu nauczył się obrabiać kamień w bardzo wczesnym wieku.
W wieku 12 lat rozpoczął naukę u Giuseppe Torretto. Następnie studiował sztukę antyczną, której wpływy są wyraźnie widoczne w twórczości Canovy. Do restauracji rzeźb antycznych zatrudniał go Girolamo Zulian (1730–1795) wenecki dyplomata.
Działał głównie w Rzymie, jest autorem grobowców papieży: Klemensa XIII i Klemensa XIV, oraz licznych popiersi portretowych.
Został tam odznaczony Orderem Złotej Ostrogi.
Na zamówienie Napoleona I wykonał posągi: Apollo – wzorowany na samym Napoleonie oraz Wenus z 1804, który znajduje się w Rzymie, w Galerii Borghese – do tego posągu pozowała Paulina Bonaparte-Borghese, młodsza siostra Napoleona.
Canova zmarł w Wenecji i pochowany został w swoim rodzinnym Possagno. Jego serce zaś zostało umieszczone w marmurowej piramidzie umieszczonej w bazylice Santa Maria Gloriosa dei Frari w Wenecji.

## Dzieła
Canova wykonał wiele prac inspirowanych mitologią, a najważniejsze to:
- Psyche budzona przez pocałunek Kupidyna 1787
- Trzy Gracje 1813–1816
- Kupidyn i Psyche 1808
- Wenus i Adonis 1795–1797
- Dedal i Ikar
- Perseusz z głową Meduzy 1801 (Museo Pio-Clementino)
- Hebe (1816, Forli)
- Wenus i Mars 1815–1822

W zbiorach polskich znajdują się:
- posąg Henryka Lubomirskiego jako Amora w pałacu w Łańcucie
- popiersie Napoleona Bonaparte, Europeum, Kraków
- nagrobek Antoniego Lanckorońskiego w kościele św. Marcina w Wodzisławiu[2]

## Upamiętnienie
W październiku 2022 roku Europejski Bank Centralny wybił w mennicy rzymskiej dla San Marino okolicznościową monetę o nominale 2 euro, upamiętniającą 200. rocznicę śmierci rzeźbiarza. Wybito 55 000 sztuki. Na rewersie przedstawiono boginię Hebe autorstwa Canovy z Musei di San Domenico w Forlì. Monetę zaprojektował Antonio Vecchio.

## Galeria

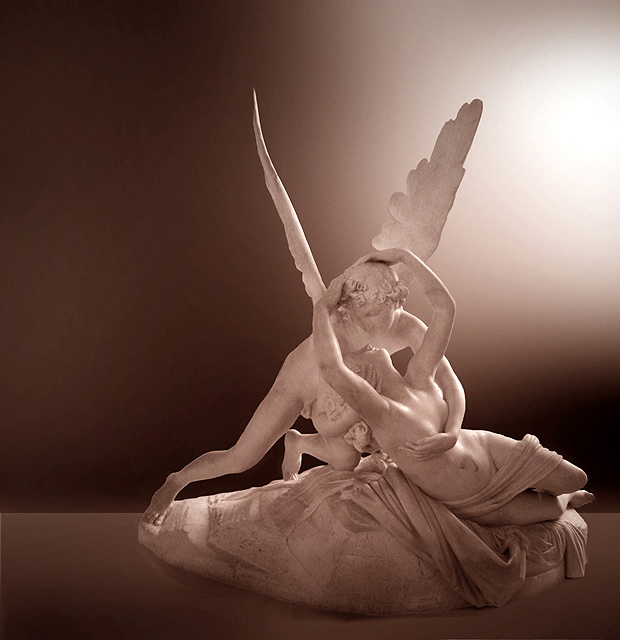
Kupidyn i Psyche
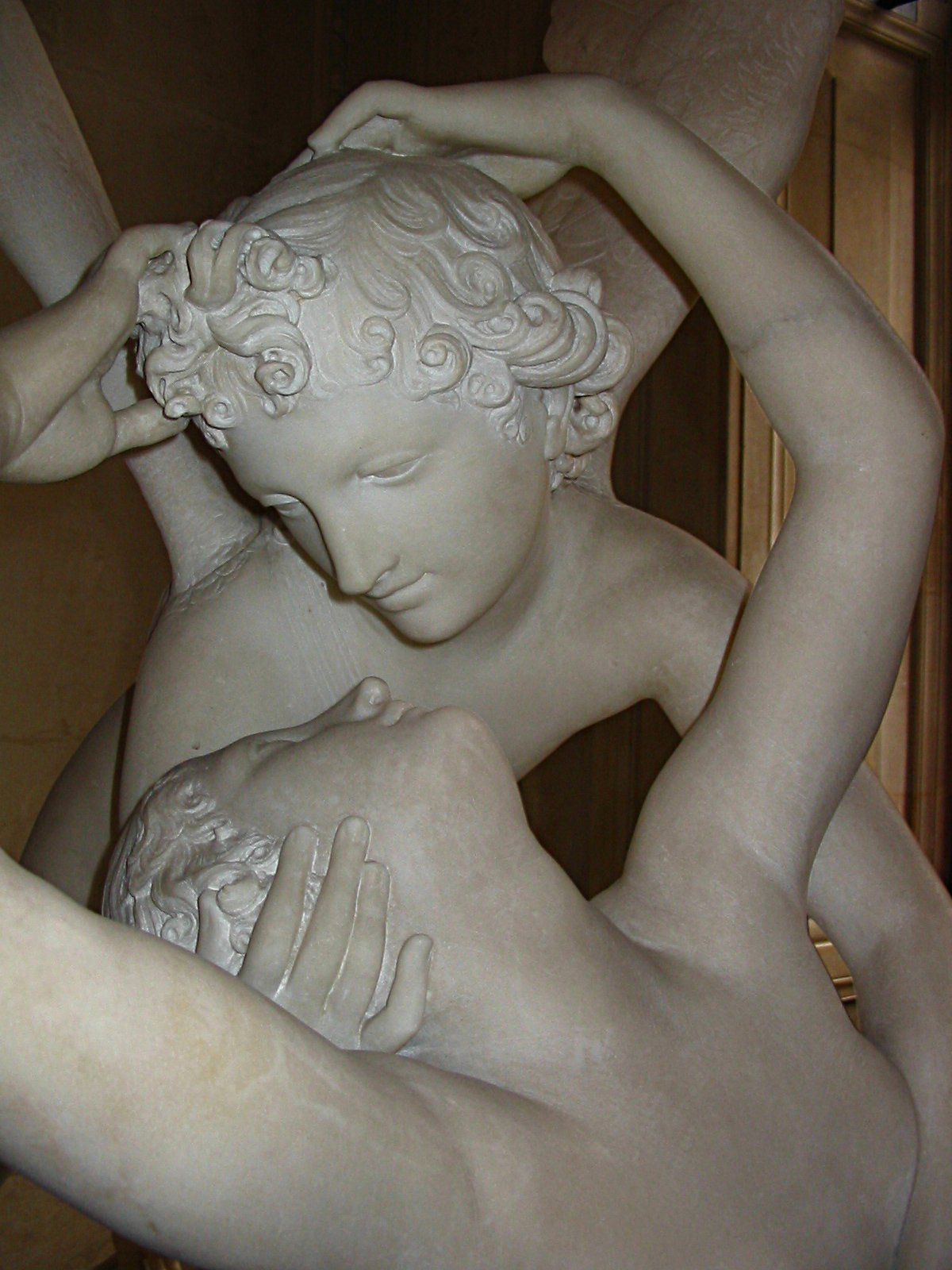
Kupidyn i Psyche (głowy)
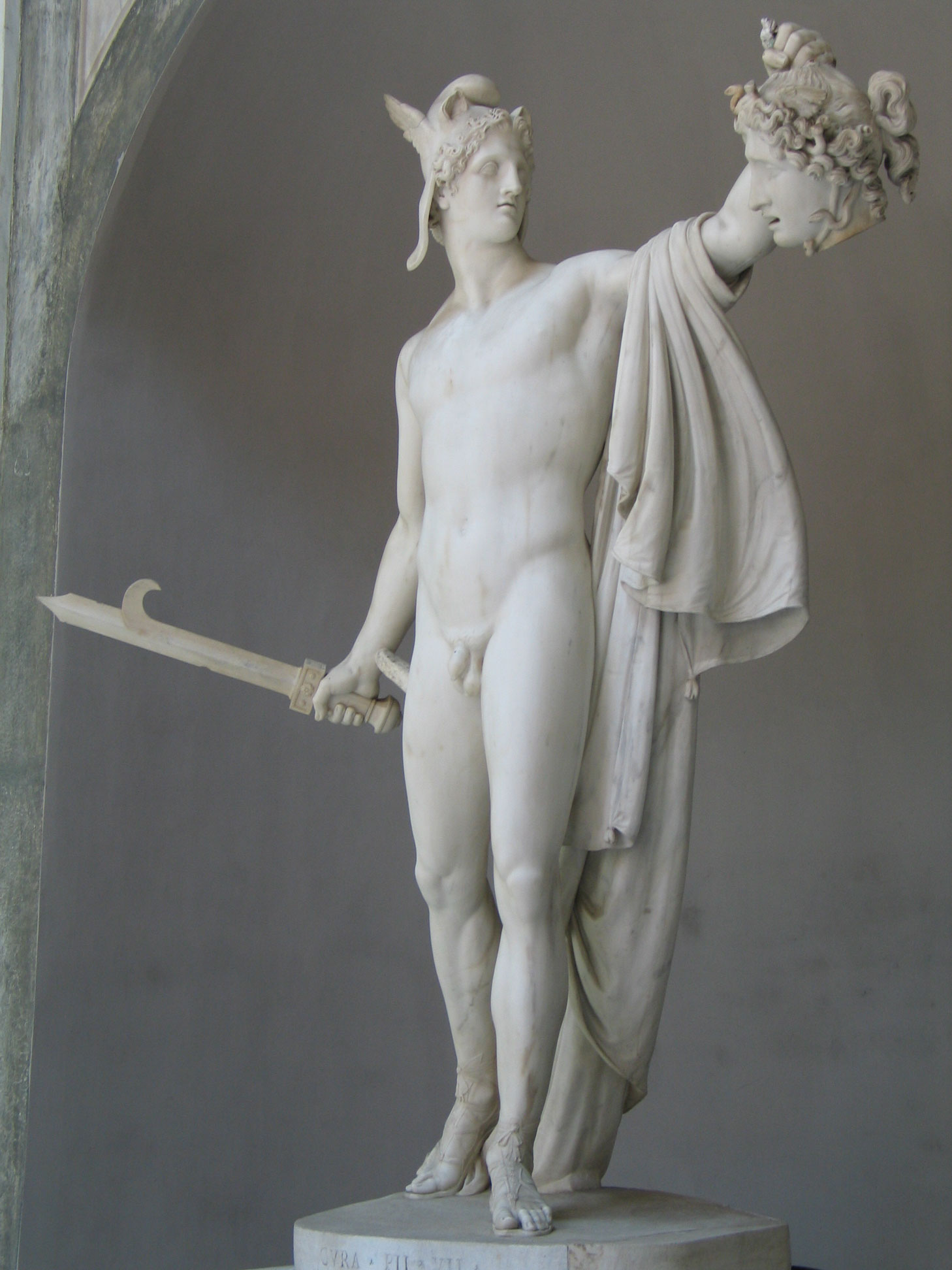
Perseusz z głową Meduzy
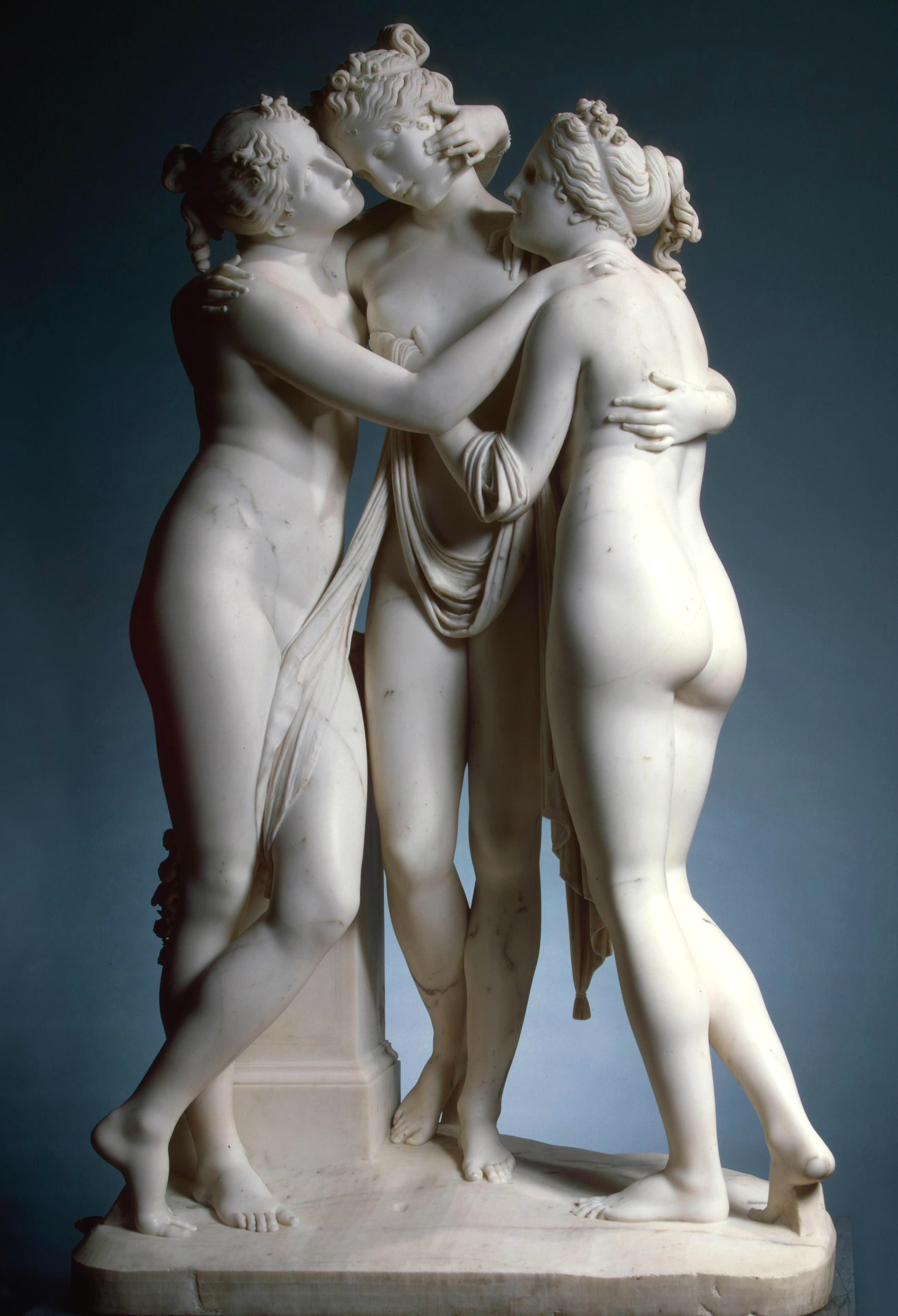
Trzy Gracje
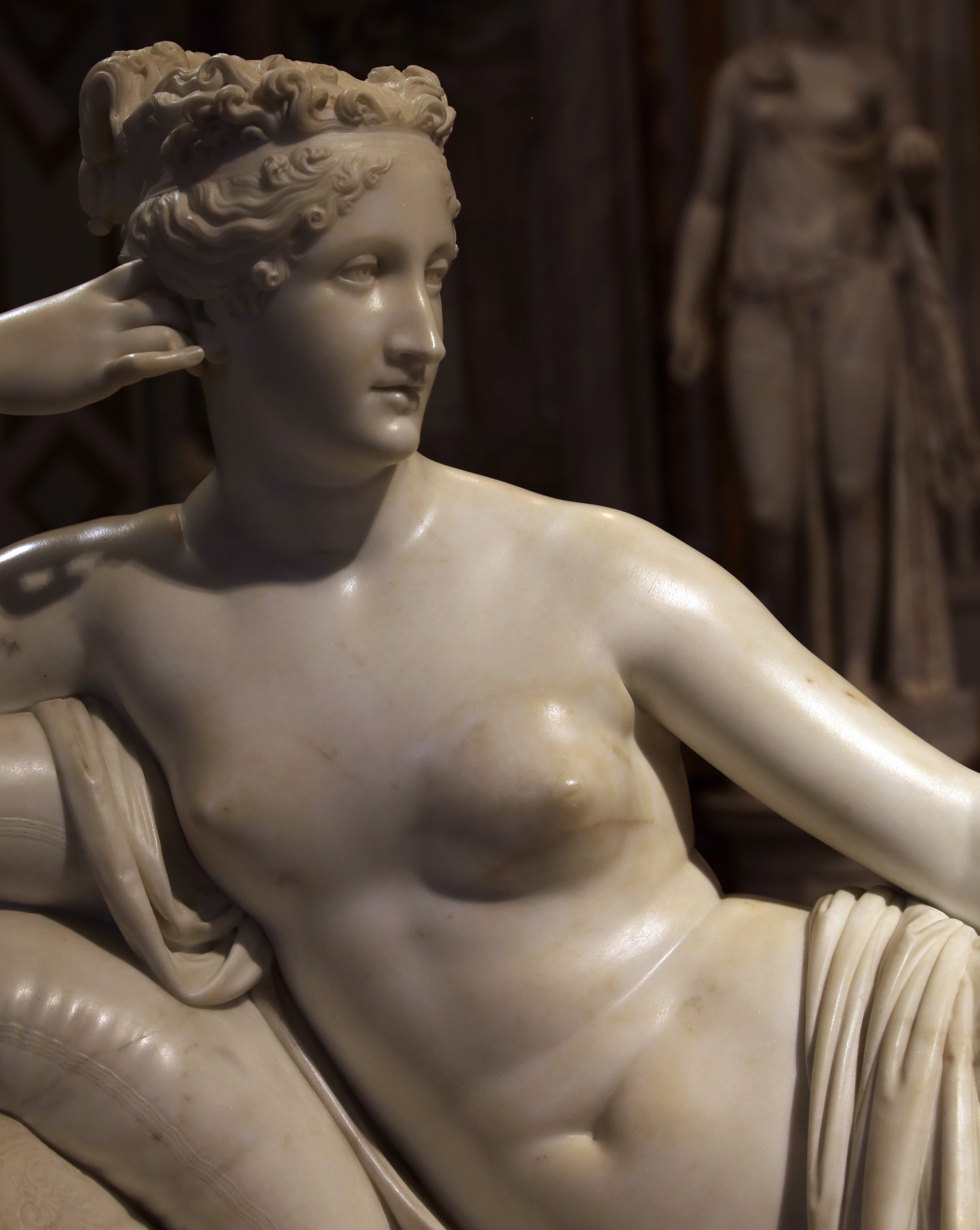
Paolina Borghese (Bonaparte)
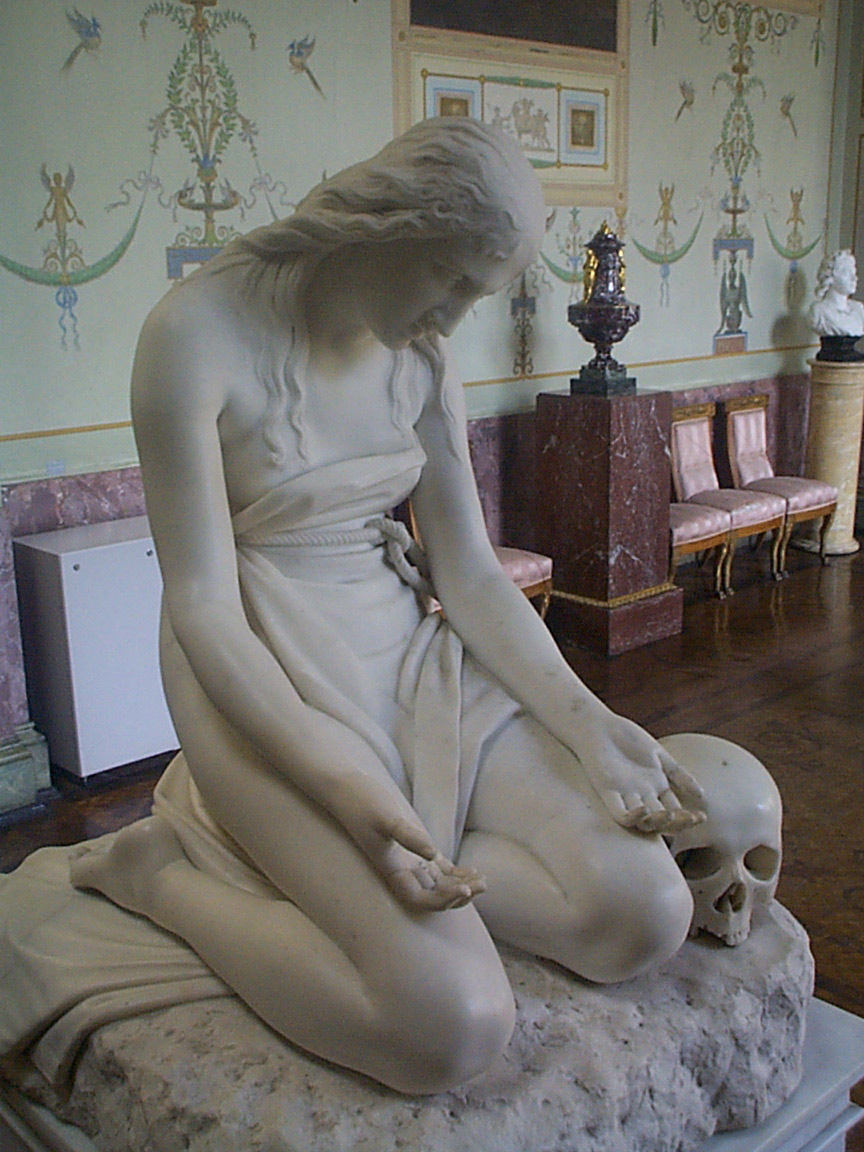
Maddalena penitente, Ermitaż